# Amt Neustadt (Dosse)
Im Amt Neustadt (Dosse) mit Sitz in der Stadt Neustadt (Dosse) liegt im Südwesten des Landkreises Ostprignitz-Ruppin in Brandenburg. In ihm sind sechs Gemeinden zu einem Verwaltungsverbund zusammengeschlossen.

## Geographische Lage
Das Amt grenzt im Norden an den Kreis Prignitz und an die Stadt Kyritz, im Osten an die Gemeinde Wusterhausen/Dosse sowie im Süden an den Kreis Havelland. Im Südwesten liegt die Grenze von Brandenburg zu Sachsen-Anhalt. Das Amt Neustadt (Dosse) grenzt hier an den Landkreis Stendal.

## Gemeinden und Ortsteile
Das Amt Neustadt (Dosse) umfasst sechs Gemeinden:
- Breddin mit den bewohnten Gemeindeteilen Breddin, Breddin-Abbau, Damelack, Joachimshof, Sophiendorf und Voigtsbrügge sowie den Wohnplätzen Hörning, Obermühle und Rotes Forsthaus[3]
- Dreetz mit den bewohnten Gemeindeteilen Bartschendorf, Dreetz, Giesenhorst, Michaelisbruch und Siegrothsbruch sowie den Wohnplätzen Baselitz, Blumenaue, Böhls Plan, Fischershof, Lüttgendreetz, Schäferberg, Schulsiedlung, Sterns Plan, Treuhorst, Waldsiedlung, Webers Plan, Wolfs Plan und Zietensaue[4]
- Neustadt (Dosse) (Stadt) mit den Ortsteilen Plänitz-Leddin und Roddahn, dem bewohnten Gemeindeteil Kampehl und den Wohnplätzen Babe, Haselhorst, Hauptgestüt, Helenenhof, Köritz, Leddin, Lindenau, Neuhof, Neuroddahn, Plänitz, Schönfeld, Schwarzwasser, Siedlung, Spiegelberg und Strubbergshof[5]
- Sieversdorf-Hohenofen mit den bewohnten Gemeindeteilen Hohenofen und Sieversdorf sowie dem Wohnplatz Neu Amerika[6]
- Stüdenitz-Schönermark mit den bewohnten Gemeindeteilen Schönermark und Stüdenitz sowie dem Wohnplatz Charlottenhöhe[7]
- Zernitz-Lohm mit den bewohnten Gemeindeteilen Bahnhof Zernitz, Goldbeck, Koppenbrück, Lohm, Neuendorf und Zernitz sowie den Wohnplätzen Kahlschlag, Krüllenkempe und Neu-Koppenbrück[8]

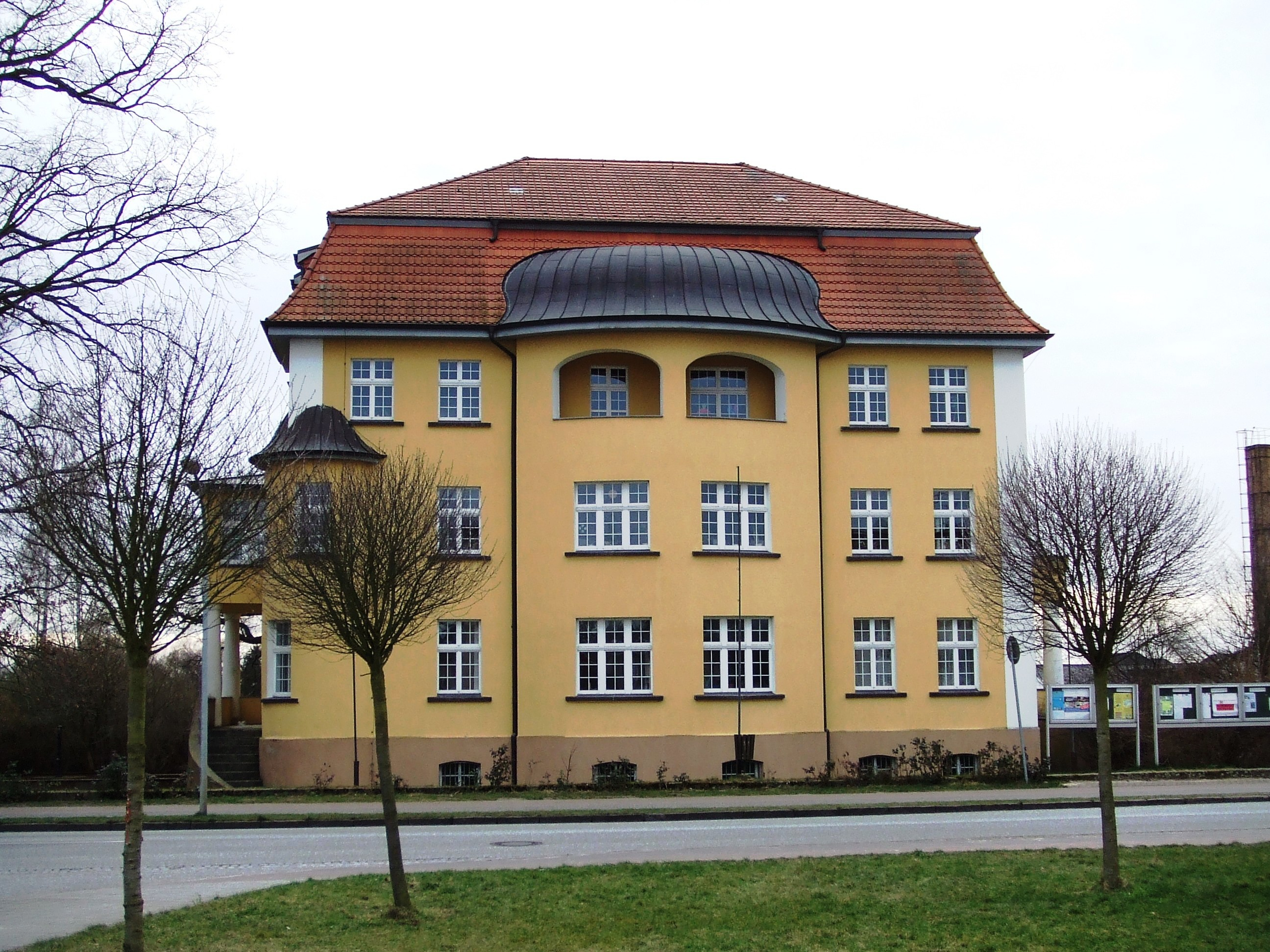
Hauptgebäude Amtsverwaltung in Neustadt (Dosse)

## Bevölkerungsentwicklung
| Jahr | Einwohner |
| ---- | --------- |
| 1992 | 9 242     |
| 1995 | 9 125     |
| 2000 | 8 797     |
| 2005 | 8 624     |
| 2010 | 8 062     |

| Jahr | Einwohner |
| ---- | --------- |
| 2015 | 7 657     |
| 2020 | 7 620     |
| 2021 | 7 629     |
| 2022 | 7 690     |
| 2023 | 7 658     |
| 2024 | 7 618     |

Gebietsstand des jeweiligen Jahres, Einwohnerzahl: Stand 31. Dezember, ab 2011 auf Basis des Zensus 2011, ab 2022 auf Basis des Zensus 2022

## Geschichte
Am 16. März 1992 erteilte der Minister des Innern seine Zustimmung zur Bildung des Amtes Neustadt (Dosse) mit Wirkung zum 8. April 1992. Es bestand damals aus elf Gemeinden:
- Breddin
- Dreetz
- Giesenhorst
- Hohenofen
- Lohm
- Plänitz
- Roddahn
- Sieversdorf
- Stüdenitz
- Zernitz
- Stadt Neustadt (Dosse)

Am 31. Dezember 1997 schlossen sich Dreetz und Giesenhorst zur neuen Gemeinde Dreetz zusammen sowie die Gemeinden Sieversdorf und Hohenofen zur neuen Gemeinde Sieversdorf-Hohenofen. Zum 31. Dezember 1997 schlossen sich auch die Gemeinden Zernitz und Lohm zur neuen Gemeinde Zernitz-Lohm zusammen.
Zum 31. Dezember 2002 wurden die Gemeinden Plänitz-Leddin und Roddahn in die Stadt Neustadt (Dosse) eingegliedert. Zum selben Zeitpunkt schlossen sich die Gemeinden Stüdenitz und Schönermark (Amt Kyritz) zur neuen Gemeinde Stüdenitz-Schönermark zusammen. Damit gehörten dem Amt Neustadt (Dosse) noch die heutigen sechs Gemeinden an: Breddin, Dreetz, Sieversdorf-Hohenofen, Stüdenitz-Schönermark, Zernitz-Lohm und die Stadt Neustadt (Dosse) an.

## Politik

### Amtsdirektoren
- 1992–2005: Edmund Bublitz[18]
- 2005–2013: Ulrich Gerber[19]
- 2013–2021: Dieter Fuchs[20]
- seit 2021: Andreas Schumacher

Schumacher wurde am 23. März 2021 durch den Amtsausschuss für eine Amtsdauer von acht Jahren zum neuen Amtsdirektor gewählt.

### Wappen
Das Wappen wurde am 31. Mai 1995 genehmigt.
Blasonierung: „Gespalten von Rot und Blau; vorn ein halber silberner Adler am Spalt; hinten drei nach außen offene silberne Hufeisen pfahlweise.“

### Flagge
Die Flagge besteht – bei Aufhängung an einem Querholz – aus drei Längsstreifen in den Farben Rot-Weiß-Rot im Verhältnis 1:2:1 mit dem Amtswappen im Mittelstreifen.